# Kootenay Ice
Kootenay Ice – juniorska drużyna hokejowa grająca w WHL w dywizji centralnej, konferencji wschodniej. Drużyna ma swoją siedzibę w Cranbrook w Kanadzie.
- Rok założenia: 1998–1999
- Barwy: niebiesko-czarno-brązowe
- Trener: Cory Clouston
- Manager: Jeff Chynoweth
- Hala: Cranbrook Recreational Complex

## Osiągnięcia
- Ed Chynoweth Cup: 2000, 2002, 2011
- Memorial Cup: 2002
- Scotty Munro Memorial Trophy: 2005